# Acanthus polystachius
Acanthus polystachius là một loài thực vật có hoa trong họ Ô rô. Loài này được Delile mô tả khoa học đầu tiên năm 1826.